# Parcul Național Retezat
Parcul Național Retezat este o arie protejată de interes național ce corespunde categoriei a II-a IUCN (parc național),  desemnată în scopul protejării biodiversității și menținerii într-o stare de conservare favorabilă  florei spontane și faunei sălbatice, precum și a unor habitate naturale de interes comunitar aflate în arealul zonei protejate. Acesta este situat în sud-vestul țării, pe teritoriul județului Hunedoara.

## Localizare
Se află în extremitatea sud-vestică a județului Hunedoara (la limita de graniță cu județele Caraș-Severin și Mehedinți, în nordul Parcului Național Domogled - Valea Cernei), pe teritoriile administrative ale comunelor: Pui, Râu de Mori, Sălașu de Sus și pe cel al orașului Uricani), lângă drumul național DN66A care leagă orașul Petroșani de drumul național DN67D, pe Valea Cernei.

## Înființare
Retezatul este cel mai complex și mai grandios masiv montan din toate sectoarele geografice ale Carpaților românești. Originalitatea sa constă în existența unor spectaculoase creste alpine care depășesc 2000 de m înălțime și un relief sculptural, în care s-au imprimat urmele a două mari glaciații (Riss și Würm), făcându-se remarcată existența unei puternice modelări climatice, sub formă de trepte (Platforma de eroziune alpină Borăscu, Râul Șes, Gornovița).
Parcul Național Retezat s-a înființat în anul 1935 la inițiativa profesorului Alexandru Borza, fondatorul Grădinii Botanice din Cluj-Napoca și a savantului de renume mondial Emil Racoviță. În prezent parcul are statut de arie naturală protejată de interes național și internațional, fiind recunoscut ca Rezervație a biosferei din anul 1979. 

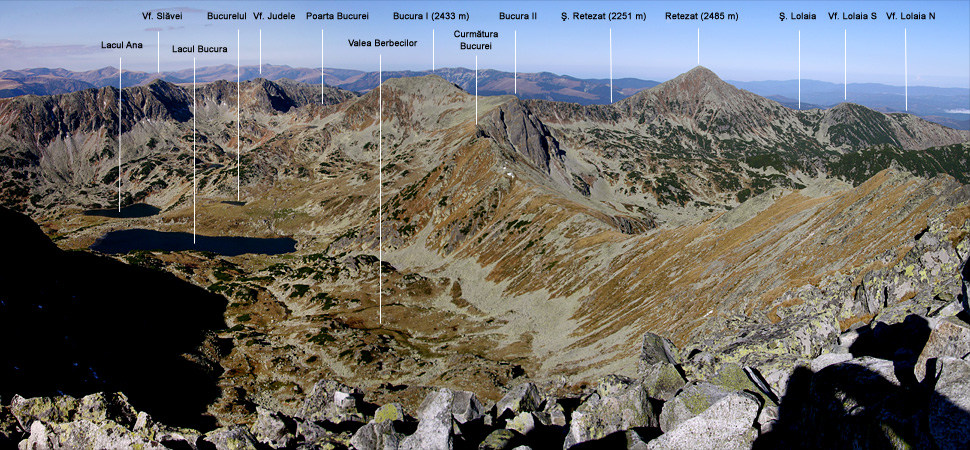
Retezatul central (fotografie - Emi Cristea, 2007)

Prin constituirea Parcului Național Retezat se urmărește protecția și conservarea unor eșantioane reprezentative pentru spațiul biogeografic național, cuprinzând elemente naturale cu valoare deosebită sub aspect fizico-geografic, floristic, faunistic, hidrologic, geologic, paleontologic, speologic, pedologic și peisagistic.
Parcul Național Retezat – Rezervație a Biosferei se află în partea de vest a Carpaților Meridionali, cuprinzând o suprafață de 38.138 ha din Masivul Retezat-Godeanu.
În interiorul său există douăzeci de vârfuri de peste 2000 m și peste 80 de lacuri glaciare, între care Lacul Bucura, care este cel mai mare lac glaciar din țară. Parcul include rezervația științifică Gemenele (1.630 ha).
Începând din anul 1999, Parcul Național Retezat are administrație proprie; din luna septembrie 2004 Parcul Național Retezat a devenit membru al fundației PAN Parks, iar din anul 2007 este protejat ca propunere de sit pentru rețeaua ecologică europeană Natura 2000, în vederea conservării habitatelor naturale și a speciilor de plante și animale sălbatice de interes comunitar (Retezat - sit SCI); cât și protejării și conservării speciilor avifaunistice (Munții Retezat - sit SPA).

## Biodiversitate
Retezatul prezintă o arie naturală montană cu o gamă floristică și faunistică diversă, exprimată atât la nivel de specii cât și la nivel de ecosisteme terestre, acesta adăpostind aproape 1.190 de specii de plante superioare, 90 de specii taxoni endemici, 130 de plante rare sau vulnerabile, 50 de specii de mamifere, 168 specii de păsări, 9 specii de reptile, 5 specii amfibieni.

### Habitate

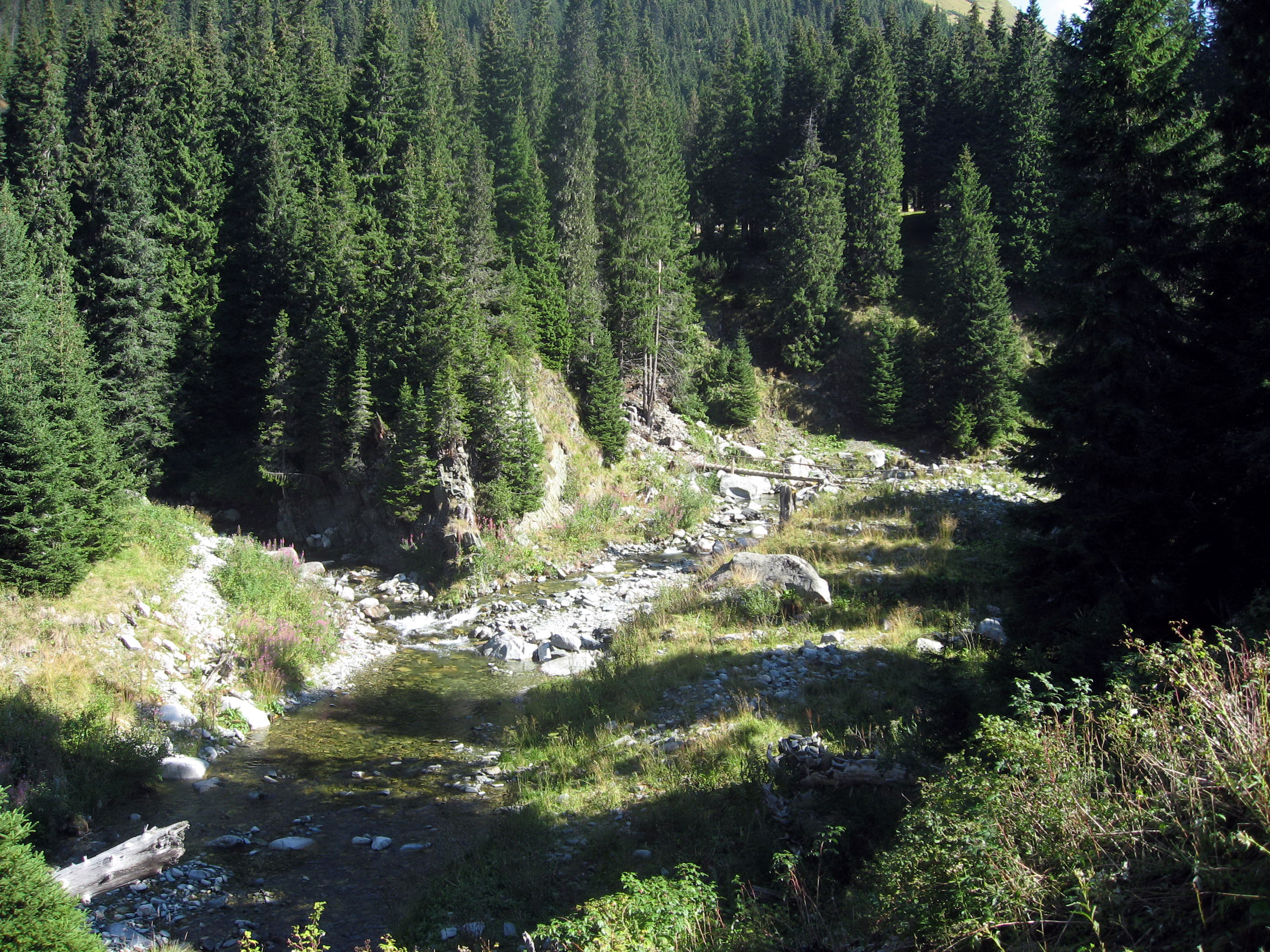
Munții Retezat - habitat cu păduri alpine

Aria naturală dispune de mai multe tipuri de habitate naturale de interes comunitar; astfel: Păduri medio-europene de fag din Cephalanthero-Fagion pe substrate calcaroase, Păduri dacice de fag (Symphyto-Fagion), Păduri de Tilio-Acerion pe versanți, grohotișuri și ravene, Păduri acidofile de molid (Picea) din etajul montan până în cel alpin, Păduri alpine de Larix decidua și/sau Pinus cembra, Păduri de fag de tip Luzulo-Fagetum, Tufărișuri de Pinus mugo și Rhododendron hirsutum, Tufărișuri alpine și boreale, Tufărișuri subarctice de Salix spp., Pajiști de Nardus bogate în specii, pe substraturi silicatice din zone montane și submontane, Pajiști calcifile alpine și subalpine, Pajiști boreale și alpine pe substrate silicatice, Fânețe montane, Formațiuni pioniere alpine din Caricion bicoloris-atrofuscae, Comunități de lizieră cu ierburi înalte higrofile de la câmpie și din etajul montan până în cel alpin, Cursuri de apă montane și vegetația erbacee de pe malurile acestora, Mlaștini turboase de tranziție și turbării mișcătoare, Grohotișuri calcaroase și de șisturi calcaroase din etajul montan până în cel alpin, Grohotișuri silicatice din etajul montan până în etajul nival,  Vegetație lemnoasă cu Myricaria germanica de-a lungul cursurilor de apă montane, Vegetație lemnoasă cu Salix elaeagnos de-a lungul cursurilor de apă montane și Versanți stâncoși silicatici cu vegetație casmofitică. Acestea adăpostesc o gamă diversă de floră rară și faună sălbatică specifică lanțului muntos al Carpaților Meridionali.

### Floră
Flora parcului național este constituită din specii vegetale distribuite etajat, în concordanță cu structura geologică, caracteristicile solului și climei, structurii geomorfologice sau altitudinii.
Arbori și arbusti cu specii de conifere: pin (Pinus), brad (Abies alba), larice (Larix decidua), zâmbru (Pinus cembra), zadă (Larix), tisă (Taxus baccata), molid (Picea Abies) și foioase cu arboret de: gorun (Quercus petraea), stejar (Quercus robur), fag (Fagus sylvatica), carpen (Carpinus betulus), paltin de munte (Acer pseudoplatanus), tei (Tilia cordata), frasin (Fraxinus excelsior), ulm (Ulmus glabra), arțar (Acer platanoides), jugastru (Acer campestre), mesteacăn (Betula pendula), arin de munte (Alnus viridis), arin negru (Alnus glutinosa), salcie albă (Salix alba).

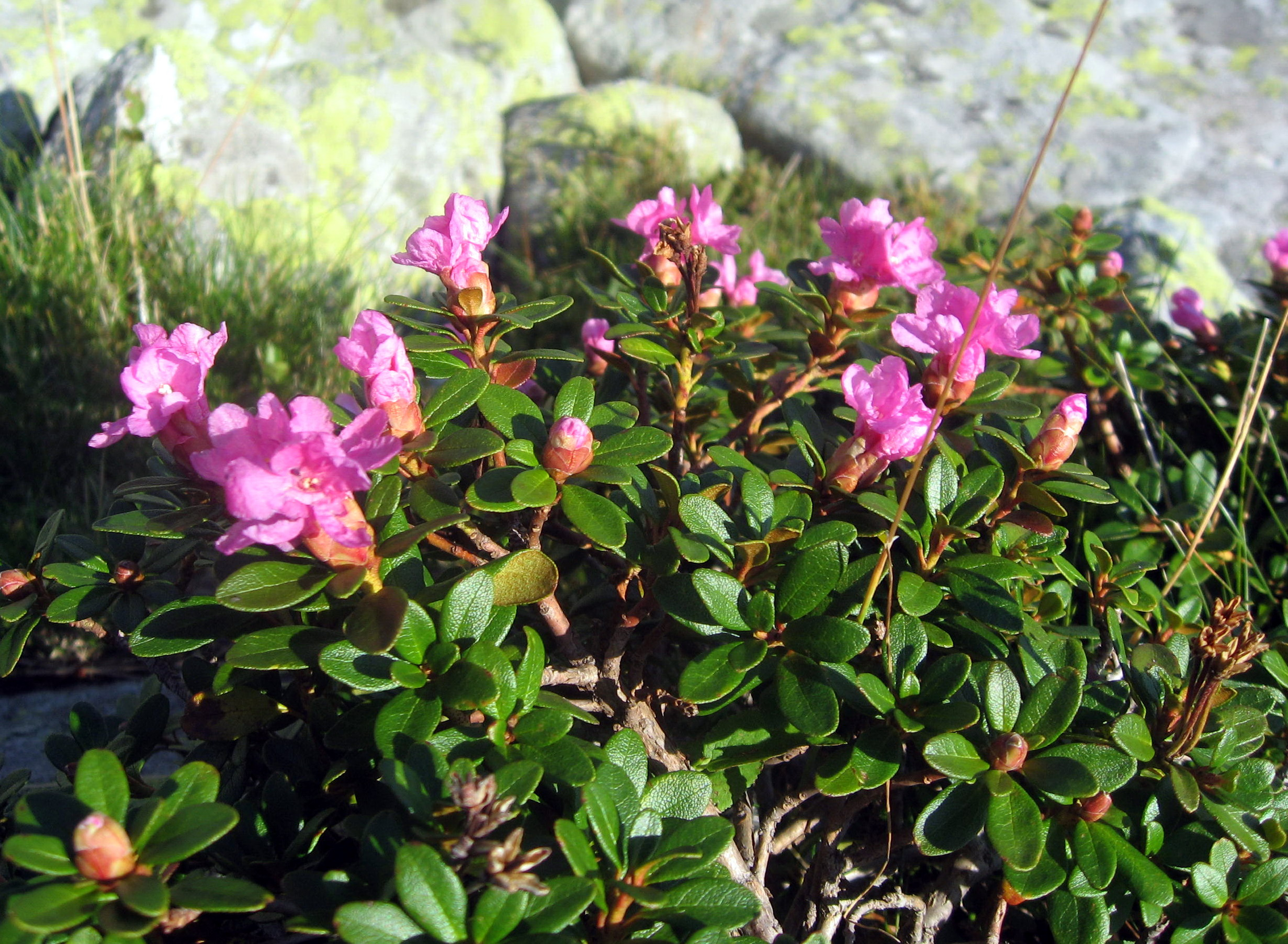
Bujor de munte (Rhododendron myrtifolium), specie floristică semnalată în arealul parcului

La nivelul ierburilor diversitatea floristică este reprezentată de numeroase specii și subspecii de plante, dintre care unele protejate prin lege sau endemice pentru această zonă a țării.
Flori și ierburi din speciile: bujor de munte (Rhododendron myrtifolium), floarea-de-colț (Leontopodium alpinum Cass.), ghințura galbenă (Gentiana lutea),  talpa ursului (Heracleum palmatum), angelică (Angelica archangelica), albăstreaua de munte (Centaurea pinnatifida), clopoțel de munte (Campanula patula ssp. abietina), garofiță (din speciile: Dianthus glacialis ssp. gelidus, Dianthus tenuifolius, Dianthus henteri), șofran (Crocus banaticus), orhidee (cu specii de: Pseudorchis albida, Pseudorchis frivaldii, Dactylorhiza cordigera), pufuliță (Epilobium alsinifolium), sisinel de munte (Pulsatilla alba), crin de pădure (Lilium carniolicum ssp. jankae), credei de munte (Luzula sudetica), crușățea (Barbarea vulgaris), ghințură punctată (Gentiana punctata), pătlăgină (Plantago gentianoides), mac de munte (Papaver alpinum ssp. corona-sancti-stephani), darie de munte (Pedicularis baumgartenii), rogozuri (din speciile: Juncus filiformis, Carex pauciflora, Carex rostrata, Carex echinata, Carex dacica). 

### Faună
Fauna parcului este una diversificată și reprezentată de mai multe specii de mamifere, păsări, pești, amfibieni și reptile, unele protejate prin lege și aflate pe lista roșie a IUCN.
Mamifere cu specii de: urs carpatin (Ursus arctos),  lup (Canis lupus), râs eurasiatic (Lynx lynx), mistreț (Sus scrofa), capră neagră (Rupicapra rupicapra), cerb (Cervus elaphus), căprioară (Capreolus capreolus), pisică sălbatică (Felis silvestris), jder de copac (Martes martes), vulpe (Vulpes vulpes), liliacul comun (Myotis myotis), liliacul de apă (Myotis daubentonii), liliacul mare cu potcoavă (Rhinolophus ferrumequinum), liliacul mic cu potcoavă (Rhinolophus hipposideros), liliacul cu urechi late (Barbastella barbastellus), liliac cu urechi de șoarece (Myotis blythii), pârșul cu coada stufoasă (Dryomys nitedula), pârșul de stejar (Eliomys quercinus), pârș de alun (Muscardinus avellanarius), chițcan pitic (Sorex minutus), șoarece pitic (Micromys minutus), chițcan de pădure (Sorex araneus)chițcanul de câmp (Crocidura leucodon) sau chițcan de munte (Sorex alpinus). 
Amfibieni și reptile: ivorașul-cu-burta-galbenă (Bombina variegata), brotacul verde de copac (Hyla arborea), broasca-roșie-de-pădure (Rana dalmatina), broasca-roșie-de-munte (Rana temporaria), salamandra de foc (Salamandra salamandra), tritonul de munte (Triturus alpestris),  tritonul comun transilvănean (Triturus vulgaris), 
șopârlă de câmp (Lacerta agilis), gușter (Lacerta viridis), 
șarpele de alun (Coronella austriaca), șarpele lui Esculap (Elaphe longissima), vipera cu corn (Vipera ammodytes), șarpele orb (Anguis fragilis), năpârcă (Natrix natrix),  viperă (Vipera berus).
Păsări cu specii de: cocoș de munte (Tetrao urogallus), potârniche de tundră (Aegolius funereus), pescăruș albastru (Alcedo atthis), acvila de munte (Aquila chrysaetos), acvilă-țipătoare-mică (Aquila pomarina), cocoșul de mesteacăn (Bonasa bonasia), caprimulg (Caprimulgus europaeus), barză neagră (Ciconia nigra), șerpar (Circaetus gallicus), cristei de câmp (Crex crex), ciocănitoare cu spate alb (Dendrocopos leucotos), ciocănitoare neagră (Dryocopus martius), ciocănitoarea de stejar (Dendrocopos medius), ciocănitoare de munte (Picoides tridactylus), ciocănitoarea verzuie (Picus canus), șoim călător (Falco peregrinus),  muscar (Ficedula parva), muscar-gulerat (Ficedula albicollis), ciuvică (Glaucidium passerinum), sfrâncioc roșiatic (Lanius collurio) sau viespar (Pernis apivorus); specii protejate,  enumerate în anexa I-a a Directivei Consiliului European 147/CE din 30 noiembrie 2009 (privind conservarea păsărilor sălbatice).

## Vulnerabilitate
Presiunea antropică asupra sitului este una destul de ridicată din cauza creșterii numărului de turiști mai ales în perioada caldă. Vulnerabilitatea ariei naturale se datorează mai multor factori umani; astfel: drumul național DN66 ce străbate o parte a parcului, turismul necontrolat (campare în locuri neamenajate, poluare cu resturi menajere, zgomot), braconajul, pescuitul, pășunatul, exploatările forestiere ilegale ce duc la suprimarea unor habitate, arderea vegetației, distrugerea unor exemplare din flora spontană, capturarea ilegală a unor specii din fauna sălbatică a sitului, extinderea anexelor gospodărești și terenurilor agricole și practicarea sporturilor extreme (mountain-bike, zbor cu parapanta, mașini de teren, ATV-uri, motociclete) ce perturbă  arealul.

## Căi de acces
- Drumul național DN66A pe ruta: Vulcan - Lupeni - Câmpu lui Neag.

## Monumente și atracții turistice
În vecinătatea parcului se află numeroase obiective (lăcașuri de cult, cetăți, muzee, situri arheologice, arii naturale) de interes istoric, cultural și turistic; astfel:

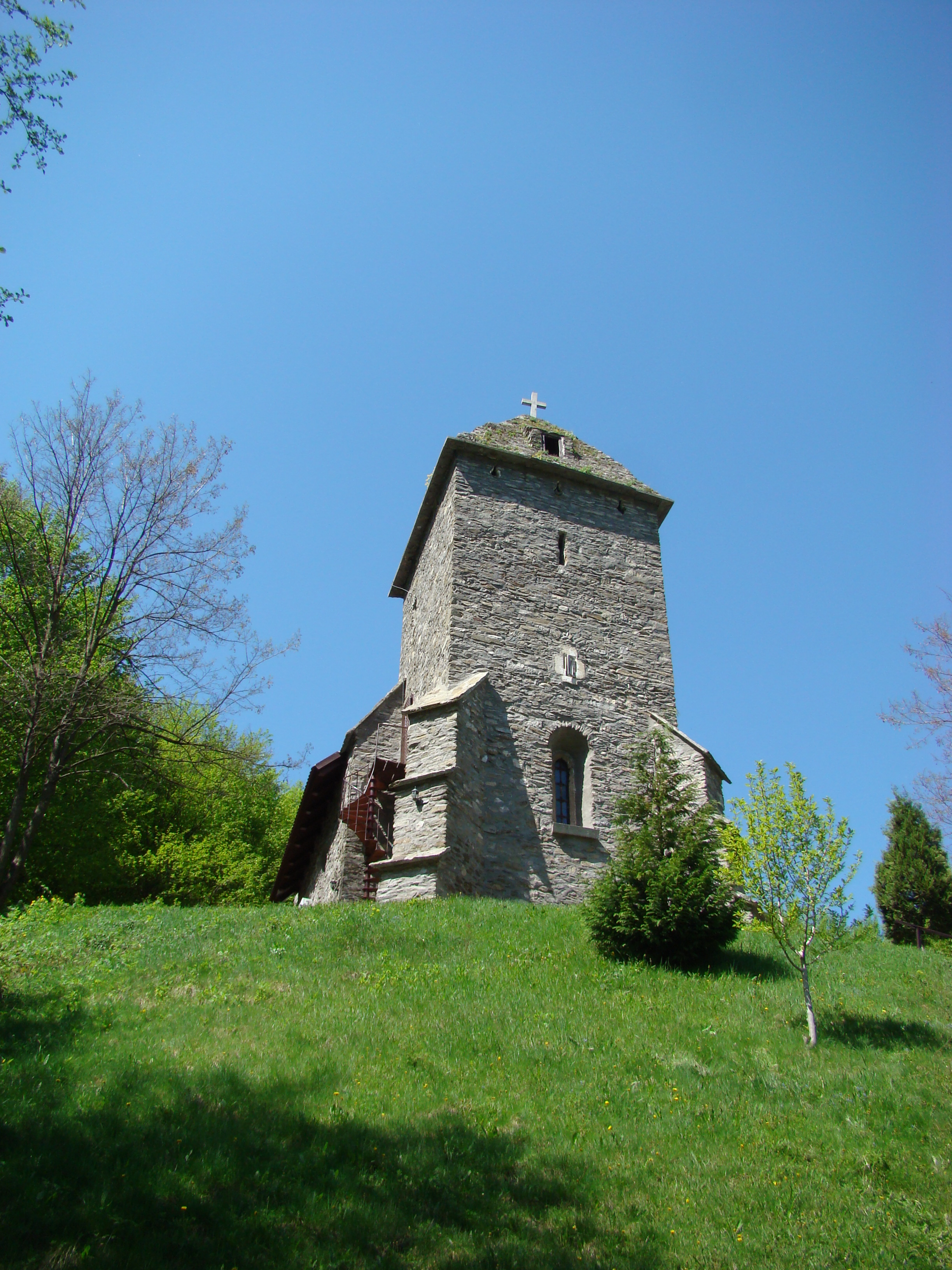
Biserica cnezilor Cândea din Suseni

- Biserica (fostă reformată) "Cuvioasa Paraschiva" din Clopotiva, construcție secolul al XIX-lea, monument istoric.
- Biserica Sfântul Ioan Botezătorul din Clopotiva, construcție 1763, monument istoric.
- Biserica Înălțarea Domnului din Nucșoara, construcție 1786, monument istoric.
- Biserica cnezilor Cândea din Suseni, construcție secolul al XIV-lea, monument istoric.
- Biserica "Pogorârea Sf. Duh" din Ostrov, construcție secolul al XIV-lea, monument istoric.
- Biserica Pogorârea Sfântului Duh din Paroș, construcție secolul al XV-lea, monument istoric.
- Biserica "Pogorârea Sf. Duh" din Ponor, construcție secolul al XVIII-lea, monument istoric.
- Biserică parohială reformată din Râu Alb, construcție sec. XV - XVI, monument istoric.
- Biserica Duminica Tuturor Sfinților din Râu de Mori, construcție secolul al XV-lea, monument istoric.
- Biserica Nemeșilor din Sălașu de Sus, construcție secolul al XVIII-lea, monument istoric.
- Biserica de zid Sfinții Atanasie și Chiril din Sălașu de Sus, construcție sec. XV - XVI, cu transformări în sec. XIX, monument istoric.
- Curtea nobiliară a Cândeștilor din Râu de Mori, construcție secolul al XV-lea, monument istoric.
- Curtea cnezilor Cândreș din Sălașu de Sus, construcție secolul al XV-lea, monument istoric.
- Ansamblul Cetății Mălăiești din satul omonim (Donjon și zid de incintă), construcție secolul al XIV-lea, monument istoric.
- Situl arheologic de la Ohaba-Ponor (Neolitic, Cultura Criș, Neolitic, Paleolitic).
- Ariile protejate: Locul fosilifer Ohaba-Ponor, Peștera Șura Mare, Fânațele Pui, Rezervația științifică Gemenele, Calcarele de la Fața Fetii, Vârful Poieni, Fânațele cu narcise Nucșoara, Peștera cu Corali, Peștera Zeicului.